# イジー・ホレセク
イジー・ホレセク（チェコ語: Jiří Holeček, 1944年3月18日 - ）は、チェコスロバキアのアイスホッケー選手。ポジションはゴールテンダー。
チェコスロバキアリーグで1964年から1979年までプレーすると共に、長年チェコスロバキア代表として活躍した。

## 経歴
チェコスロバキアリーグのHCコシツェ、HCスパルタ・プラハでプレー、その間468試合に出場し優勝6回、1974年には最優秀選手に与えられるチェコスロバキア・ゴールデンスティックを受賞している。
国際大会には164試合に出場し、アイスホッケー世界選手権に10回出場、優勝3回（1972年、1976年、1977年）、大会最優秀ゴールテンダーに5回選ばれた。また札幌オリンピック、インスブルックオリンピックや1976年カナダカップにも出場した。
1980年にはチェコスロバキア代表のゴールテンダーコーチも務めた。1981年に西ドイツで現役生活を終えた。
1998年に国際アイスホッケー連盟殿堂入りを果たした。
現在はチェコのジュニアチームのコーチを務めている。